# Ptychodactinidae
Ptychodactinidae é uma família de cnidários antozoários da subordem Enthemonae, ordem Actiniaria. Inclui apenas o gênero Ptychodactis.